# Vjačeslav Michajlovič Molotov
Vjačeslav Michajlovič Molotov (in russo Вячеслав Михайлович Молотов?, AFI: [vʲɪtɕɪˈslaf mʲɪˈxajləvʲɪtɕ ˈmolətəf]), nato Skrjabin (in russo Скря́бин?, AFI: [ˈskrʲæbʲɪn]) (Kukarka, 9 marzo 1890 – Mosca, 8 novembre 1986) è stato un politico, diplomatico e rivoluzionario sovietico.
Attivo nella diplomazia sovietica a cavallo tra le due guerre come ministro degli esteri dell'URSS, rimane famoso per l'accordo con la Germania nazista noto come patto Molotov-Ribbentrop (dal nome del suo co-firmatario, il ministro tedesco Joachim von Ribbentrop) e, in seguito, per il ruolo svolto nei negoziati di Jalta con Regno Unito e Stati Uniti d'America e nella successiva formazione dell'Organizzazione delle Nazioni Unite.

## Biografia

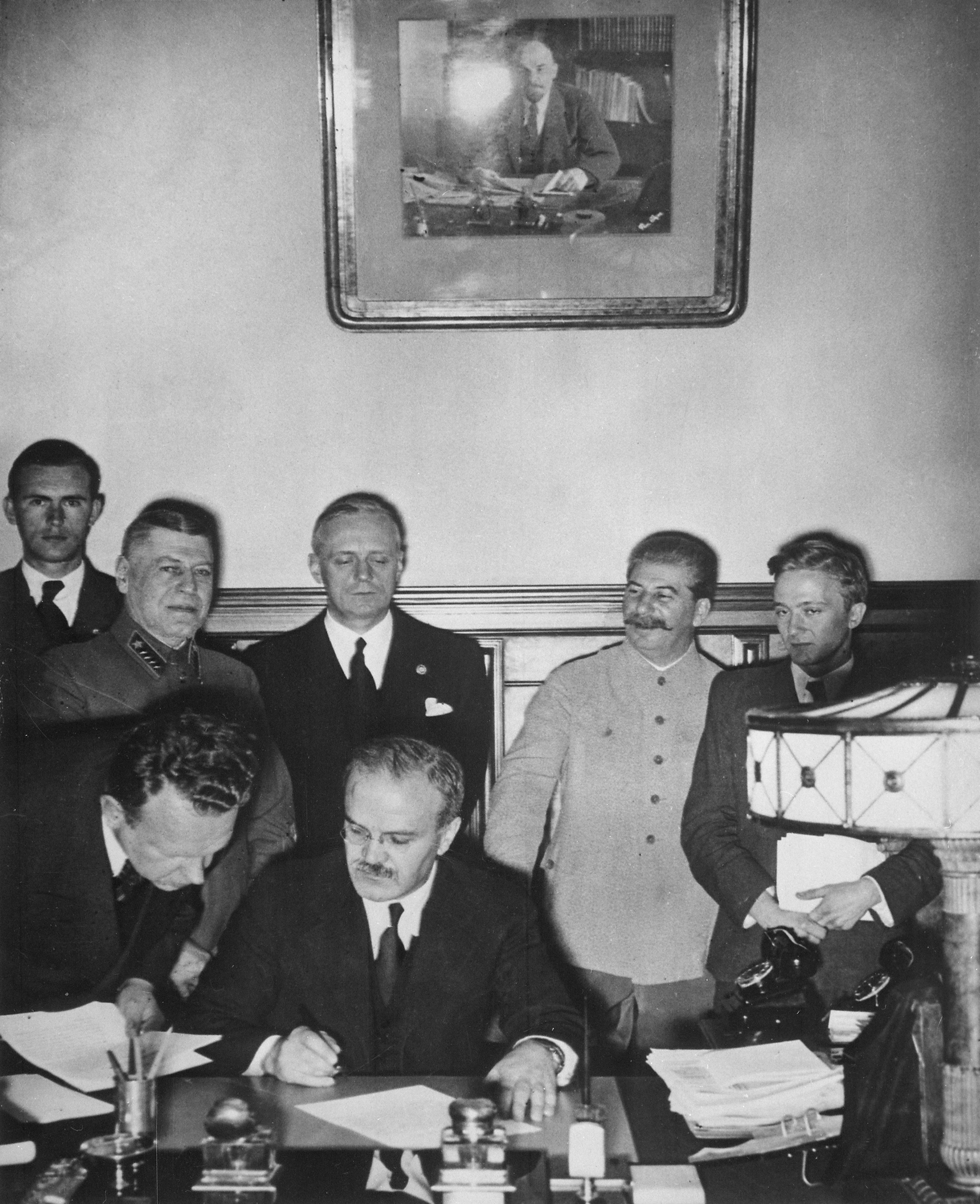
La firma del patto Molotov-Ribbentrop

Molotov nacque a Kukarka (oggi Sovetsk), nei pressi di Vjatka (ridenominata, nel 1934, Kirov), nella Russia europea nord-orientale, il 9 marzo (il 25 febbraio secondo l'allora vigente calendario giuliano) del 1890. Suo zio fu probabilmente Aleksandr Skrjabin, compositore e pianista vissuto a cavallo  tra l'Ottocento e il Novecento; Simon Sebag Montefiore affermò tuttavia, nella sua biografia di Stalin, che tra i due non vi fosse nient'altro che un semplice caso d'omonimia.
Nel 1906 si unì al Partito Operaio Socialdemocratico Russo (POSDR) e prese lo pseudonimo di Molotov (dal russo molot, ovverossia "martello"): arrestato a San Pietroburgo nel 1909, fu esiliato per due anni in Siberia. Al ritorno entrò nel comitato di redazione della Pravda (Verità), l'organo clandestino della fazione bolscevica del POSDR, allora diretto da Stalin. Arrestato nuovamente nel 1913, fu deportato a Irkutsk, ma nel 1915 evase e ritornò nella capitale, dove nel 1916 entrò nel comitato cittadino del partito bolscevico (nato dalla scissione dai menscevichi nel 1912).
Fu, assieme ad Aleksandr Gavrilovič Šljapnikov, il dirigente bolscevico di più alto rango a Pietrogrado all'epoca della Rivoluzione di febbraio, mentre personaggi come Lenin erano ancora in esilio. Oltre che direttore del quotidiano Pravda, fece parte del Comitato militare rivoluzionario che pianificò la Rivoluzione d'ottobre, durante la quale divenne uno stretto alleato di Stalin.

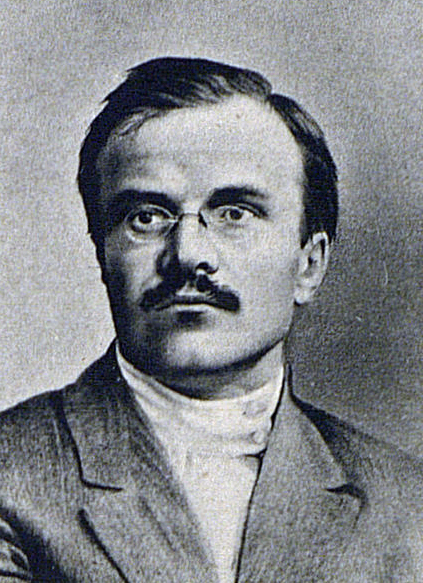
Molotov nel 1917, durante il periodo della Rivoluzione russa

Nel 1918, allo scoppio della guerra civile, fu inviato in Ucraina, dove nel 1920 divenne segretario del comitato centrale del partito bolscevico ucraino. Richiamato a Mosca (la nuova capitale) da Lenin nel 1921 come membro del comitato centrale e addetto alla segreteria del partito, nel 1922, eletto Stalin segretario generale del partito bolscevico, divenne il vice segretario de facto. Durante le lotte di potere seguite alla morte di Lenin nel 1924, Molotov fu sempre un leale sostenitore di Stalin, che lo premiò nel 1926 facendolo entrare nel Politburo del partito.
La sua immagine grigiamente burocratica, che portava gli avversari a sottovalutarlo, celava un grande talento amministrativo e una mente penetrante. Dal 19 dicembre 1930 al 9 maggio 1941 fu presidente del Consiglio dei commissari del popolo, ruolo in base al quale agì come formale capo dell'esecutivo dell'Unione Sovietica. In questa veste, diresse la collettivizzazione forzata dell'agricoltura contro i kulaki, in seguito - assieme al commissario del popolo all'industria Lazar Kaganovič (anche lui fedele alleato di Stalin) - il primo, il secondo e il terzo piano quinquennale di industrializzazione, inclusa l'industria degli armamenti, che si sarebbe rivelata decisiva nella seconda guerra mondiale.

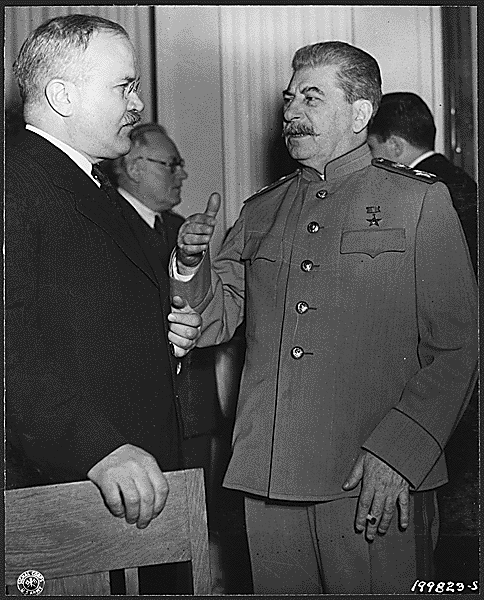
Molotov (a sinistra) e Stalin a Jalta

Le purghe degli anni trenta (dal 1934 al 1938), in cui fu giustiziata la maggior parte dei dirigenti bolscevichi della generazione di Stalin, vide Molotov attivamente coinvolto (in totale adesione alla linea staliniana) come membro del Politburo, ma non come capo dell'esecutivo.
Il 3 maggio 1939, alla vigilia della seconda guerra mondiale, divenne commissario del popolo agli affari esteri (cioè ministro degli esteri). Si ritiene che venne nominato a questo incarico, perché il suo predecessore, Maksim Litvinov, oltre ad essere ebreo, e quindi avrebbe potuto offendere i nazisti rivestendo quel ruolo nei negoziati, si era sbilanciato troppo nel cercare un'alleanza a tre con Gran Bretagna e Francia, mentre queste ultime due avevano snobbato i suoi sforzi: tale politica aveva reso Litvinov inviso alle autorità naziste. Molotov negoziò in parallelo sia con l'Occidente che con i tedeschi per assicurare il maggior guadagno territoriale all'Unione Sovietica.
Dopo che i colloqui russo-franco-britannici dell'agosto 1939 fallirono, egli negoziò il patto Molotov-Ribbentrop con la sua controparte tedesca, Joachim von Ribbentrop. Il successivo 5 ottobre telefonò all'ambasciatore finlandese a Mosca, Aarno Yrjö-Koskinen, chiedendo un incontro urgente con il ministro degli esteri finlandese Eljas Erkko per avere uno scambio di vedute su "questioni politiche concrete" con la richiesta di modifiche strategiche di confine sulla costa baltica a favore dell'URSS contro la cessione di territori interni al confine nella Carelia orientale. La proposta venne infine rigettata e il 30 novembre le truppe sovietiche attaccarono la Finlandia iniziando la guerra d'inverno; i soldati finlandesi battezzarono scherzosamente la bomba Molotov con il suo nome.
Prima che il patto Molotov-Ribentropp fosse stato infranto a seguito dell'inizio dell'operazione Barbarossa del 22 giugno 1941 da parte dei tedeschi fu sostituito da Stalin alla carica di presidente del Consiglio dei Commissari. Il suo atteggiamento pragmatico irritò immancabilmente i tedeschi con la sua tenacia pragmatica durante i negoziati, insistendo nel preservare o migliorare gli interessi sovietici in Europa orientale e senza farsi ingannare dalle oziose promesse tedesche di concessioni in altre distanti parti del mondo, come l'India (in un'occasione, quando Ribbentrop, a seconda guerra mondiale iniziata da tempo, stava discutendo in un rifugio antiaereo a Berlino con il Commissario agli Esteri sovietico, la divisione delle spoglie dell'Impero britannico "prossimo alla conquista", Molotov rispose chiedendogli perché, se il Regno Unito era finito, stavano tenendo dei negoziati in un rifugio antiaereo).
In seguito, si confrontò anche con il presidente statunitense Franklin Delano Roosevelt riguardo a tali argomenti, durante la guerra.
Ore dopo l'avvio dell'invasione tedesca, il 22 giugno 1941, diede un famoso e incoraggiante discorso radiofonico al popolo sovietico, spiegando la situazione ed enfatizzando il fatto che l'URSS non aveva fatto niente per provocare la guerra, ma avrebbe combattuto fino alla vittoria finale, ora che era iniziata. Lo scoppio della guerra segnò anche il passaggio di mano della guida dell'esecutivo sovietico da Molotov a Stalin. Molotov divenne vice primo ministro e soprattutto continuò a gestire la politica estera, visitando fra l'altro Londra (1941) e Washington (1942) al fine di concludere il trattato di alleanza anglo-sovietico e convincere gli anglo-americani ad aprire il "secondo fronte" in Europa. Accompagnò Stalin alle conferenze di Teheran (1943), Jalta (1945) e Potsdam (1945) e rappresentò l'Unione Sovietica alla conferenza di San Francisco che creò l'Organizzazione delle Nazioni Unite. In tutte queste occasioni confermò la sua fama di duro negoziatore.
Molotov servì come commissario agli esteri fino al 1949 (quando venne rimpiazzato da Andrej Vyšinskij) e quindi ancora dal 1953 al 1956. Negli ultimi anni del regime staliniano la sua posizione si indebolì: ad esempio nel dicembre 1948 non fu in grado di evitare l'arresto della moglie Polina Žemčužina per "tradimento", dalla quale divorziò e che poté rivedere solo dopo la morte di Stalin. Nel 1952, al 19º congresso del Partito Comunista dell'Unione Sovietica, fu eletto al Presidium ma venne escluso dal comitato permanente di questo, il vero erede del Politburo. Poco prima di morire, Stalin pensava ad una purga per eliminare gli ultimi suoi coetanei, tra i quali appunto Molotov, a favore della generazione successiva. A seguito della morte di Stalin e della esecuzione di Berija, nel 1953, la posizione di Molotov sembrò rafforzarsi, tanto da riacquistare il Ministero degli esteri.
Tuttavia Molotov si trovò in disaccordo con le politiche riformiste del successore di Stalin, Nikita Chruščёv, e si oppose duramente alle denunce di quest'ultimo contro Stalin al 20º congresso del Partito (febbraio 1956), che di fatto attaccavano anche Molotov come vice di Stalin negli anni trenta e quaranta. Rimosso dal ministero degli esteri nel giugno 1956, nel 1957 - assieme ad altri esponenti stalinisti come Kaganovič - tentò un colpo interno al partito per estromettere Chruščёv. Il tentativo fu denunciato da Chruščёv in giugno e fallì; ciò fornì al leader sovietico il pretesto per espellere Molotov dal Presidium e dal Comitato Centrale del Partito, senza giustiziarlo ma affidandogli una serie di incarichi sempre più irrilevanti: prima come ambasciatore in Mongolia (1957-1960) e quindi come delegato permanente dell'URSS all'Agenzia internazionale per l'energia atomica di Vienna (1960-1961).
Nel 1962, dopo che nel gennaio aveva sofferto di un infarto, venne completamente privato di ogni carica ed espulso dal Partito. Molotov non rinnegò mai le sue scelte nell'era staliniana (tanto che condivideva le accuse di "revisionismo" che Mao Zedong rivolse a Chruščёv) e fu informalmente riabilitato dopo la caduta di Chruščёv ad opera di Leonid Il'ič Brežnev. Molti anni dopo, nel 1984, a Molotov venne permesso di rientrare nel partito, ma questo fu un gesto puramente simbolico, e che ebbe come unica conseguenza la pubblicazione di una raccolta di interviste fatte a Molotov intitolata Molotov Remembers: Inside Kremlin Politics. All'epoca della sua morte, avvenuta all'età di 96 anni a Mosca l'8 novembre 1986, era l'ultimo sopravvissuto tra i principali partecipanti agli eventi del 1917 dopo lo stesso Kaganovič, morto nel 1991.

### Riabilitazione, morte, credenze ed eredità
I primi segni di una riabilitazione si videro durante il governo di Leonid Il'ič Brežnev quando le informazioni su di lui furono nuovamente incluse nelle enciclopedie sovietiche. Il suo collegamento, il supporto e il lavoro nel cosiddetto gruppo antipartito furono menzionati nelle enciclopedie pubblicate nel 1973 e nel 1974, ma scomparvero del tutto a metà degli anni settanta. Il leader sovietico Konstantin Ustinovič Černenko riabilitò ulteriormente Molotov e quest'ultimo venne riammesso nel partito nel 1984. Una collezione di interviste di Molotov dal 1985 fu pubblicata nel 1994 da Felix Chuev come: Ricordi di Molotov: Dentro la Politica del Cremlino.
Molotov morì, durante il governo di Michail Gorbačëv, l'8 novembre 1986; aveva 96 anni al tempo del suo decesso e fu sepolto nel cimitero di Novodevičij a Mosca. Molotov, come Stalin, era patologicamente diffidente degli altri e proprio per questo molte informazioni cruciali scomparvero. Come disse una volta: "Bisogna ascoltarli, ma è necessario verificare su di loro. L'ufficiale del controspionaggio può arrivare a una posizione molto pericolosa... Ci sono molti provocatori qui, là e ovunque." La sua diffidenza si palesò durante la sua visita a Berlino a novembre del 1940, quando prima dei pranzi il suo seguito faceva addirittura sterilizzare le posate che sarebbero state utilizzate.
Molotov continuò a sostenere in una serie di interviste pubblicate che non vi sia mai stato un accordo territoriale segreto tra Stalin e Hitler all'interno del patto Molotov-Ribbentrop. Come Stalin, egli non ha mai riconosciuto la guerra fredda come un evento internazionale, ma piuttosto come un conflitto quotidiano tra comunismo e capitalismo. Egli divise i Paesi capitalisti in due gruppi: gli "intelligenti e pericolosi imperialisti" e i "pazzi".
Prima del suo ritiro, Molotov propose di istituire una confederazione socialista con la Repubblica Popolare Cinese (RPC), ciò in ossequio alla sua ferma convinzione che gli Stati socialisti dovessero far parte di una più grande entità sovranazionale. In pensione, Molotov criticò aspramente Nikita Chruščëv, vedendo nelle sue politiche una forma di "deviazionismo di destra".
Il nome di "Molotov" venne utilizzato dai soldati finlandesi per indicare il bersaglio delle bombe incendiarie durante la guerra d'inverno.

## Riferimenti nella cultura di massa
Il personaggio di Molotov compare  nel film del 2017 Morto Stalin, se ne fa un altro, interpretato da Michael Palin.